# Пхитсанулок (провинция)
Пхитсанулок (тайск. พิษณุโลก) — одна из провинций Таиланда, расположена на севере центральной части страны. Площадь составляет 10 816 км², население — 896 095 человек (2010).
На территории провинции расположены 4 национальных парка и несколько храмов. В последние годы Пхитсанулок часто страдает от наводнений.

## География
Провинцию пересекают горы Пхетчабун, с которых здесь стекает множество небольших рек. Крупнейшие реки Пхитсанулока – Нан и Йом, другие реки входят в их бассейны.  На территории провинции расположено минимум 9 водопадов, имеется также несколько пещер. Климат региона – тропический и влажный, годовой уровень осадков составляет 1800 мм. Выделяют сезон дождей и сухой сезон, в горах климат более прохладный.

## Административное деление
В административном отношении делится на 9 районов (ампхе), которые в свою очередь подразделяются на 93 тамбона и 993 мубана.

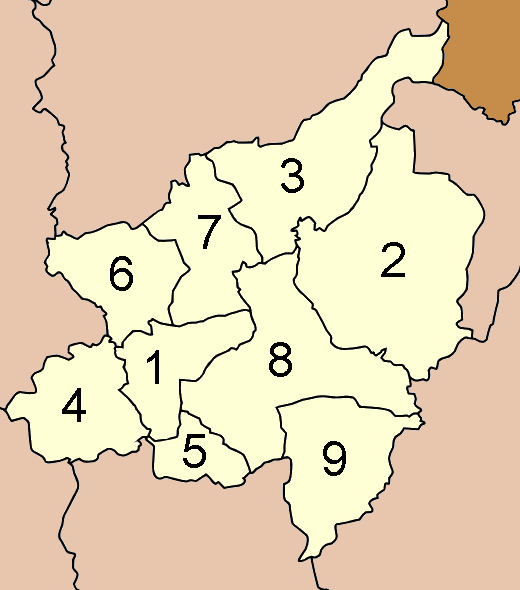
Административная карта провинции Пхитсанулок

1. Mueang Phitsanulok
2. Nakhon Thai
3. Chat Trakan
4. Bang Rakam
5. Bang Krathum
6. Phrom Phiram
7. Wat Bot
8. Wang Thong
9. Noen Maprang

## Экономика и инфраструктура
Экономика зависит от сельского хозяйства и рыболовства. Основная с/х культура региона — рис, влажный климат и система ирригационных каналов создают благоприятные условия для его выращивания.
В городе Пхитсанулок имеется аэропорт. Основной транспорт региона — автобусы, мотоциклы, тук-туки.

## Образование
Крупнейшее образовательное учреждение – университет Наресуан вблизи столицы провинции. Другие учреждения включают: Phitsanulok College, Sirindhorn College of Public Health, Rajabhat Pibulsongkram University, Rajamangala University of Technology Lanna (кампус в Пхитсанулок).